# Stigmella kazakhstanica
Stigmella kazakhstanica là một loài bướm đêm thuộc họ Nepticulidae. Nó được tìm thấy ở Astrakhan, Kazakhstan và Turkmenistan.
Ấu trùng ăn Ulmus species.